# Álvaro Mejía (wielrenner)
Álvaro Mejía Castrillón (Santa Rosa de Cabral, 19 januari 1967) is een voormalige Colombiaanse wielrenner die beroepsrenner was tussen 1989 en 1997.
Zijn beste resultaten behaalde hij met een vierde plaats in het eindklassement van de Ronde van Frankrijk van 1993 en een vierde plaats op het WK in 1991.

## Belangrijkste overwinningen
1988
- Clásico RCN
- Pan-Amerikaans kampioenschap op de weg, elite

1989
- Clásico RCN

1990
- Etappe Dauphiné Libéré

1991
- Ronde van Galicië
- Jongerenklassement Ronde van Frankrijk (Witte trui)

1992
- Ronde van Murcia

1993
- Ronde van Catalonië

1994
- Route du Sud

## Resultaten in voornaamste wedstrijden
| Jaar | Ronde van Italië | Ronde van Frankrijk | Ronde van Spanje |
| ---- | ---------------- | ------------------- | ---------------- |
| 1990 |                  | 48e                 | 17e              |
| 1991 |                  | 19e                 | 22e              |
| 1992 |                  | opgave              | 29e              |
| 1993 | 30e              | 4e                  |                  |
| 1994 | 39e              | 31e                 |                  |
| 1995 |                  | 16e                 | opgave           |

| Jaar | Milaan-San Remo | Luik-Bast.‑Luik |  | WK op de weg |
| ---- | --------------- | --------------- |  | ------------ |
| 1990 |                 |                 |  |              |
| 1991 |                 |                 |  | 4e           |
| 1992 | 54e             |                 |  | 32e          |
| 1993 |                 |                 |  |              |
| 1994 |                 | 42e             |  |              |
| 1995 |                 | 58e             |  |              |